# Norges herrlandslag i rugby union
Norges herrlandslag i rugby union representerar Norge i rugby union på herrsidan.

## Historik
Laget spelade sin första match den 11 april 1973 i Köpenhamn, och förlorade med 12-23 mot Danmark.

### Fotnoter
1. ↑  ”Rugby International”. http://www.rugbyinternational.net/countries/norway.htm. Läst 26 augusti 2011.